# Elektrochemischer Gradient
Der elektrochemische Gradient {\displaystyle \nabla {\overline {\mu }}_{i}} ist der Gradient des elektrochemischen Potentials:
{\displaystyle \nabla {\overline {\mu }}_{i}=\nabla \mu _{i}({\vec {r}})+\nabla z_{i}\cdot \mathrm {F} \cdot \varphi ({\vec {r}})}
mit
- der Ladungszahl {\displaystyle z_{i}} des Ions
- der Faraday-Konstante F = 96 485,33 C/mol
- dem lokalen elektrischen Potential {\displaystyle \varphi }.

Mit diesem Gradienten werden erfasst:
- räumliche Unterschiede der chemischen Konzentration (Konzentrationsgefälle)  durch den ersten Summanden (Gradient des lokalen chemischen Potentials {\displaystyle \mu _{i}}) und
- räumliche Unterschiede des elektrischen Potentials (elektrische Spannung) durch den zweiten Summanden.

Daher lassen sich mit ihm auch Änderungen der Verteilung von geladenen Teilchen wie Ionen in einem Flüssigkeitsraum bei Anwesenheit eines elektrischen Feldes beschreiben.
Bei einem elektrochemischen Gradienten = 0 für ein bestimmtes Ion sind diese geladenen Teilchen statistisch betrachtet so verteilt, dass elektrischer und chemischer Gradient im Gleichgewicht stehen. Anders ausgedrückt: Im Gleichgewicht verschwindet der elektrochemische Gradient.
Da Ionen eine Ladung tragen, treten bei ihrer Verteilung beide Gradienten kombiniert auf:
- Chemischer Gradient – ein Konzentrationsgefälle im Verteilungsraum tendiert infolge der temperaturabhängigen zufälligen Bewegung der Teilchen (Brownsche Molekularbewegung) zum Ausgleich. Liegt eine ungleichmäßige Verteilung einer Ionenart vor, so ist damit auch ein elektrischer Gradient verbunden.
- Elektrischer Gradient – ein Potentialunterschied im elektrischen Feld tendiert zum Spannungsabfall durch ausgeglichene Ladungsverteilung. Liegt eine ungleiche Verteilung von geladenen Teilchen einer Ionenart vor, so ist damit auch ein chemischer Gradient verbunden.

## In biologischen Systemen
In biologischen Systemen ist der elektrochemische Gradient relevant an Membranen.
Beispiele hierfür sind:
- der Protonengradient (H+-Gradient)
  - über Mitochondrien-Membranen, welcher in der Atmungskette zur Bildung von ATP beiträgt, und
  - über Chloroplasten-Membranen, welcher in der Photosynthese zur Bildung von ATP beiträgt.
- der elektrochemische Gradient von K+ über die Membran von Nervenzellen, welcher für das Ruhepotential bei der Erregungsleitung wichtig ist.

### Protonengradient über die Mitochondrienmembran
Die mit Abstand wichtigsten Systeme der ATP-Regeneration von Organismen basieren auf Protonengradienten, und zwar in der Atmungskette und bei der Photosynthese. Energiereiche Nahrung (im Fall der Atmungskette) oder auch Sonnenlicht (im Fall der Photosynthese) verschafft dem Organismus Elektronen, deren Energie zunächst in ein Protonenpotential über die innere Mitochondrienmembran umgewandelt wird. Verantwortlich hierfür ist die Atmungskette, bei welcher H+-Pumpen eingesetzt werden, die mit energiereichen Elektronen betrieben werden. Die durch den Protonengradient hervorgerufene Triebkraft der Protonen treibt nun die ATP-Bildung an.

### K+-Gradient an der Membran von Nervenzellen
Hier soll an einem Beispiel erklärt werden, wie die beiden Gradienten (elektrisches Gefälle und Konzentrationsgefälle) zusammen wirken.
K+ liegt in der Nervenzelle nahe seinem elektrochemischen Gleichgewicht vor und ist hauptverantwortlich für das Zustandekommen des elektrischen Ruhepotentials von −70 mV über die Membran.
In der Zelle gibt es negativ geladene organische Moleküle, zum Beispiel viele Proteine und Enzyme.
Nehmen wir an in einer Zelle liegen so viele K+ Ionen vor, dass sie diese negative Ladung gerade kompensieren und das Membranpotential 0 mV beträgt. K+ folgt nun der Triebkraft des Konzentrationsgradienten und ist daher bestrebt, die Zelle zu verlassen. Je mehr K+ Ionen die Zelle verlassen, desto mehr wirkt auch die elektrische Triebkraft der negativ geladenen organischen Moleküle in der Zelle auf K+. Diese ist bestrebt, K+ zurück in die Zelle zu ziehen.
Es stellt sich bald ein Gleichgewicht zwischen den beiden gegenläufig wirkenden Triebkräften ein. Der elektrochemische Gradient von K+ ist dann gleich 0 und der Nettofluss von K+ über die Membran kommt zum Stillstand. Daraus resultiert das Membranpotential von −70 mV und eine höhere Konzentration von K+ in der Zelle als außerhalb der Zelle. Dieses Beispiel zeigt also den Unterschied auf zwischen Konzentrationsgradient, elektrischem Gradient (was der elektrischen Spannung gleichkommt) und dem elektrochemischen Gradient.